# 1941年ノルディックスキー世界選手権
1941年ノルディックスキー世界選手権大会は1941年2月1日から2月10日までの11日間、イタリアのコルティーナ・ダンペッツォで開催されたノルディックスキーの世界選手権。
本大会については第二次世界大戦後の1946年、フランスのポーで開催された国際スキー連盟の会議で、参加国が少ないことなどを理由に世界選手権として公認しないこととされた。
- 6種目（クロスカントリースキー3種目、ノルディック複合1種目、スキージャンプ1種目、軍事パトロール（非公式））が行われた。
- 軍事パトロール競争は1チーム4人でクロスカントリースキー25kmとライフル射撃を合わせたリレーを行うものでバイアスロンの原型とされる。

## 競技結果

### クロスカントリースキー

#### 男子18km
1941年2月
| 順位 | 国・地域     | 氏名                           | 記録          |
| ---- | ------------ | ------------------------------ | ------------- |
| 金   | スウェーデン | アルフレッド・ダールクヴィスト | 1時間05分25秒 |
| 銀   | フィンランド | ユッシ・クリッカラ             | 1時間07分35秒 |
| 銅   | フィンランド | ラウリ・シルヴェノイネン       | 1時間08分13秒 |
| 4    | イタリア王国 | アリスティーデ・コンパニョーニ | 1時間08分15秒 |
| 5    | フィンランド | ヴァルッター・フォルセル       | 1時間08分23秒 |
| 6    | スウェーデン | カール・パーリン               | 1時間08分38秒 |

#### 男子50km
1941年2月
| 順位 | 国・地域     | 氏名                           | 記録          |
| ---- | ------------ | ------------------------------ | ------------- |
| 金   | フィンランド | ユッシ・クリッカラ             | 3時間36分35秒 |
| 銀   | スウェーデン | マウリッツ・ブランストローム   | 3時間38分17秒 |
| 銅   | スウェーデン | アルフレッド・ダールクヴィスト | 3時間41分41秒 |
| 4    | スウェーデン | エリ・ウィクルン               | 3時間42分44秒 |
| 5    | スウェーデン | ラーシュ・バック               | 3時間47分27秒 |
| 6    | スイス       | ハンス・フライブルクハウス     | 3時間48分37秒 |
| 7    | フィンランド | マルッティ・ラウロネン         | 3時間49分10秒 |
| 8    | フィンランド | カッレ・ヤルカネン             | 3時間51分02秒 |

#### 男子リレー
1941年2月
| 順位 | 国・地域     | 氏名                                                                                                | 記録           |
| ---- | ------------ | --------------------------------------------------------------------------------------------------- | -------------- |
| 金   | フィンランド | マルッティ・ラウロネン ユッシ・クリッカラ ラウリ・シルヴェノイネン エイノ・オルキヌオラ             | 2時間31分07秒7 |
| 銀   | スウェーデン | カール・パーリン ドナルド・ヨハンソン ニルス・エステンソン アルフレッド・ダールクヴィスト           | 2時間32分15秒4 |
| 銅   | イタリア王国 | アリスティーデ・コンパニョーニ セベリノ・コンパニョーニ アルベルト・ヤメロン ジュリオ・ジェラルディ | 2時間33分50秒2 |

### ノルディック複合
グスタフ・ベラオアーはチェコスロバキア、ヨーゼフ・グストラインはオーストリアの出身だがナチスの支配によりドイツ代表としての出場となった。

#### 個人 （K70/18km）
1941年2月
| 順位 | 国・地域     | 氏名                   | 記録  |
| ---- | ------------ | ---------------------- | ----- |
| 金   | ドイツ国     | グスタフ・ベラオアー   | 431.0 |
| 銀   | フィンランド | パウリ・サロネン       | 414.8 |
| 銅   | ドイツ国     | ヨーゼフ・グストライン | 406.2 |
| 4    | フィンランド | カレヴォ・カプラス     | 392.4 |
| 5    | フィンランド | ティモ・ムラマ         | 391.6 |
| 6    | スウェーデン | スヴェン・セロンイェル | 391.5 |

### スキージャンプ

#### 個人
1941年2月
| 順位 | 国・地域     | 氏名                       | 記録  |
| ---- | ------------ | -------------------------- | ----- |
| 金   | フィンランド | パーヴォ・ヴィエルト       | 221.5 |
| 銀   | フィンランド | レオ・ラークソ             | 220.5 |
| 銅   | スウェーデン | スヴェン・セロンイェル     | 218.3 |
| 4    | ドイツ国     | セップ・ヴァイラー         | 217.7 |
| 5    | ドイツ国     | ヨーゼフ・ブラドル         | 216.4 |
| 6    | スウェーデン | エリック・リンドストローム | 215.6 |
| 7    | フィンランド | ニーロ・トッピラ           | 214.7 |

### 軍事パトロール
ノルディックスキー世界選手権の正規種目に加えて時節柄「軍事パトロール競争」が行われた。1チーム4人でクロスカントリースキー25kmとライフル射撃を行うものだった。
1941年2月7日
| 順位 | 国・地域     | 氏名                                                                                          | 記録          |
| ---- | ------------ | --------------------------------------------------------------------------------------------- | ------------- |
| 金   | スウェーデン | ヴィルヘルム・ヒュークストローム マルティン・マツボ ニルス・エステンソン ゲスタ・アンデルソン | 2時間13分21秒 |
| 銀   | ドイツ国     |                                                                                               | 2時間20分17秒 |
| 銅   | イタリア王国 |                                                                                               | 2時間23分55秒 |

## 国別獲得メダル数
| 順 | 国・地域     | 金 | 銀 | 銅 | 計 |
| -- | ------------ | -- | -- | -- | -- |
| 1  | フィンランド | 3  | 3  | 1  | 7  |
| 2  | スウェーデン | 1  | 2  | 2  | 5  |
| 3  | ドイツ国     | 1  | 0  | 1  | 2  |
| 4  | イタリア王国 | 0  | 0  | 1  | 1  |